# Ischiolepta micropyga
Ischiolepta micropyga – gatunek muchówki z rodziny Sphaeroceridae i podrodziny Sphaerocerinae.
Gatunek ten opisany został w 1938 roku przez Oswalda Dudę jako Sphaerocera micropyga.
Muchówka o ciele długości około 2 mm. Tułów jej cechuje 6–9 ząbków na tylnym brzegu tarczki, w całości guzkowane sternopleury, a śródplecze błyszczące i guzkowane z wyjątkiem dwóch podłużnych pasów. W części środkowej śródplecza guzki ustawione są w dwóch rzędach. Użyłkowanie skrzydła charakteryzuje niezakrzywiona ku przodowi żyłka medialna M1+2 oraz komórka analna takiej samej długości jak tylna komórka nasadowa. Przednia para odnóży ma czarne biodra.
Owad znany z Wielkiej Brytanii, Holandii, Niemiec, Szwecji, Szwajcarii, Austrii, Polski, Czech, Słowacji, Węgier i wschodniej Palearktyki.